# Catopyrops keiria
Catopyrops keiria är en fjärilsart som beskrevs av Druce 1891. Catopyrops keiria ingår i släktet Catopyrops och familjen juvelvingar. Inga underarter finns listade i Catalogue of Life.